# Колоньо ал Серио
Коло̀ньо ал Сѐрио (на италиански: Cologno al Serio, на източноломбардски: Cològn söl Sere, Колон сьол Сере) е град и община в Северна Италия, провинция Бергамо, регион Ломбардия. Разположен е на 156 m надморска височина. Населението на общината е 10 915 души (към 2012 г.).